# Daucus glochidiatus
Daucus glochidiatus är en växtart i släktet morötter  och familjen flockblommiga växter. Den beskrevs av Jacques-Julien Houtou de La Billardière och fick sitt nu gällande namn av Fisch., C.A.Mey. & Avé-Lall.

## Utbredning
Arten återfinns i Australien och på Nya Zeeland.